# Herz Kraft Werke
Herz Kraft Werke ist das neunte Studioalbum der deutschen Sängerin Sarah Connor und ihr zweites in deutscher Sprache, das im Mai 2019 erschien und zum Nummer-eins-Album avancierte.

## Hintergrund
Am 10. November 2018 kündigte Sarah Connor ein zweites Album auf Deutsch gemeinsam mit einer Tournee, die 14 Konzerte umfassen soll, an. Das Album produzierte sie in Nashville, Tennessee und London. Sie schrieb an allen Texten mit, insgesamt sieben Texte verfasste Connor allein. Außerdem wirkte sie bei allen Songs bei der Musik mit. Bei der Produktion erhielt sie neben Djorkaeff, mit dem sie erstmals zusammenarbeitete und der sieben Songs des Albums mitproduzierte, erneute Unterstützung von dem Produzenten-Trio von Rosenstolz, Peter Plate, Ulf Leo Sommer und Daniel Faust, das auch bei ihrem vorherigen Album Muttersprache entscheidend an der Produktion beteiligt war.
Am 5. April 2019 erschien Vincent, die erste Single des Albums. Darin thematisiert sie Liebe in der Pubertät und auch das Thema Homosexualität. Gegenüber der taz äußerte Connor, dass Vincent „der wichtigste Song [sei], den [sie] bisher gemacht“ habe. Einige Radiosender weigerten sich wegen der ersten Strophe „Vincent kriegt kein‘ hoch, wenn er an Mädchen denkt“ mit dem der Song beginnt, das Lied in ihrem Programm überhaupt zu spielen. Andere gingen einen Kompromiss ein, indem sie das Lied ohne die erste Strophe spielten, zahlreiche Sender senden das Lied allerdings auch unzensiert. Das Albumcover ist passend zu dem Song mit Regenbogenfarben umrandet, ein weltweit anerkanntes Zeichen für die Toleranz von Homosexuellen.
Anfang Mai folgte Unendlich als zweite Single ihres Albums, indem sie die unendliche Liebe zu ihren Kindern besingt. Ihre dritte Single veröffentlichte sie am 17. Mai 2019 mit Hör auf deinen Bauch, ein Lied, das das Lebensmotto Träume nicht dein Leben, sondern lebe deinen Traum musikalisch aufgreift. Mit dem Lied Flugzeug aus Papier (Für Emmy) brachte sie eine Woche vor der Veröffentlichung des Albums ihre vierte Singleauskopplung heraus. Sie verarbeitet in dem Song den Tod der 2018 verstorbenen Tochter des US-amerikanischen Skirennläufers Bode Miller und seiner Frau Morgan Miller. Im August 2019 kam Ich wünsch dir, die fünfte Singleauskopplung des Albums, heraus. Anfang September 2019 wurde das dazugehörige Musikvideo veröffentlicht.
Am 14. Mai 2021 erschien bei Universal Music mit dem neuen Lied Alles in mir will zu Dir die Leadsingle der Special Deluxe Edition ihres Albums Herz Kraft Werke, die am 17. September 2021 mit sechs weiteren neuen Liedern veröffentlicht wurde.

## Titelliste

### Standardausführung
| Nr. | Titel                          | Text                                            | Musik                                                   | Dauer |
| --- | ------------------------------ | ----------------------------------------------- | ------------------------------------------------------- | ----- |
| 01  | Vincent                        | Sarah Connor, Peter Plate, Ulf Leo Sommer       | Sarah Connor, Peter Plate, Ulf Leo Sommer, Daniel Faust | 4:43  |
| 02  | Ich wünsch dir                 | Sarah Connor, Julian Philipp David, Tobias Kuhn | Sarah Connor, Julian Philipp David, Tobias Kuhn         | 3:52  |
| 03  | Ruiniert                       | Sarah Connor, Peter Plate, Ulf Leo Sommer       | Sarah Connor, Peter Plate, Ulf Leo Sommer, Daniel Faust | 4:41  |
| 04  | Flugzeug aus Papier (Für Emmy) | Sarah Connor, Pille Hillebrand                  | Sarah Connor, Nicolas Rebscher                          | 4:45  |
| 05  | Hör auf deinen Bauch           | Sarah Connor                                    | Sarah Connor, Nicolas Rebscher                          | 3:54  |
| 06  | Keiner pisst in mein Revier    | Sarah Connor, Peter Plate, Ulf Leo Sommer       | Sarah Connor, Peter Plate, Ulf Leo Sommer, Daniel Faust | 3:33  |
| 07  | Mein Jetzt mein Hier           | Sarah Connor, Ali Zuckowski, Simon Triebel      | Sarah Connor, Ali Zuckowski, Simon Triebel              | 2:55  |
| 08  | Unendlich                      | Sarah Connor                                    | Sarah Connor, Djorkaeff                                 | 3:35  |
| 09  | Zelt am Strand                 | Sarah Connor                                    | Sarah Connor, Djorkaeff                                 | 3:46  |
| 10  | Unter alten Jacken             | Sarah Connor                                    | Sarah Connor, Djorkaeff, Wim Treuner                    | 3:09  |
| 11  | Schloss aus Glas               | Sarah Connor, Peter Plate, Ulf Leo Sommer       | Sarah Connor, Peter Plate, Ulf Leo Sommer, Daniel Faust | 4:10  |
| 12  | Weißt du noch Herz             | Sarah Connor                                    | Sarah Connor, Djorkaeff, Wim Treuner                    | 3:28  |
| 13  | Kleinstadtsymphonie            | Sarah Connor, Peter Plate, Ulf Leo Sommer       | Sarah Connor, Peter Plate, Ulf Leo Sommer, Daniel Faust | 4:41  |
| 14  | Es war gut                     | Sarah Connor                                    | Sarah Connor, Djorkaeff                                 | 3:26  |
| 15  | Dank dir                       | Sarah Connor, Ali Zuckowski, Simon Triebel      | Sarah Connor, Ali Zuckowski, Simon Triebel              | 3:50  |

### Deluxeausführung
| Nr. | Titel                            | Text                                            | Musik                                                   | Dauer |
| --- | -------------------------------- | ----------------------------------------------- | ------------------------------------------------------- | ----- |
| 01  | Töten dafür                      | Sarah Connor                                    | Sarah Connor, Gregor Meyle                              | 3:30  |
| 02  | Drachen                          | Sarah Connor, Pille Hillebrand                  | Sarah Connor, Djorkaeff                                 | 3:39  |
| 03  | Es war gut – Fan-Version         | Sarah Connor                                    | Sarah Connor, Djorkaeff                                 | 4:35  |
| 04  | Vincent (akustisch)              | Sarah Connor, Peter Plate, Ulf Leo Sommer       | Sarah Connor, Peter Plate, Ulf Leo Sommer, Daniel Faust | 4:45  |
| 05  | Ich wünsch dir (akustisch)       | Sarah Connor, Julian Philipp David, Tobias Kuhn | Sarah Connor, Julian Philipp David, Tobias Kuhn         | 3:49  |
| 06  | Zelt am Strand (akustisch)       | Sarah Connor                                    | Sarah Connor, Djorkaeff                                 | 5:17  |
| 07  | Mein Jetzt mein Hier (akustisch) | Sarah Connor, Ali Zuckowski, Simon Triebel      | Sarah Connor, Ali Zuckowski, Simon Triebel              | 3:00  |
| 08  | Kleinstadtsymphonie (akustisch)  | Sarah Connor, Peter Plate, Ulf Leo Sommer       | Sarah Connor, Peter Plate, Ulf Leo Sommer, Daniel Faust | 4:18  |
| 09  | Hör auf deinen Bauch (akustisch) | Sarah Connor                                    | Sarah Connor, Nicolas Rebscher                          | 4:00  |

## Singleauskopplungen
| Jahr | Titel                          | Höchstplatzierung, Gesamtwochen, AuszeichnungChartplatzierungen (Jahr, Titel, , Platzierungen, Wochen, Auszeichnungen, Anmerkungen) | Höchstplatzierung, Gesamtwochen, AuszeichnungChartplatzierungen (Jahr, Titel, , Platzierungen, Wochen, Auszeichnungen, Anmerkungen) | Höchstplatzierung, Gesamtwochen, AuszeichnungChartplatzierungen (Jahr, Titel, , Platzierungen, Wochen, Auszeichnungen, Anmerkungen) | Anmerkungen                                              |
| Jahr | Titel                          | DE | AT | CH | Anmerkungen                                              |
| ---- | ------------------------------ | --- | --- | --- | -------------------------------------------------------- |
| 2019 | Vincent                        | DE9 Platin · (48 Wo.)DE | AT2 ×3Dreifachplatin · (32 Wo.)AT                                                                                                   | CH38 Platin · (12 Wo.)CH | Erstveröffentlichung: 5. April 2019 Verkäufe: + 510.000  |
| 2019 | Unendlich                      | — | — | — | Erstveröffentlichung: 3. Mai 2019                        |
| 2019 | Hör auf deinen Bauch           | — | — | — | Erstveröffentlichung: 17. Mai 2019                       |
| 2019 | Flugzeug aus Papier (Für Emmy) | — | — | — | Erstveröffentlichung: 24. Mai 2019                       |
| 2019 | Ich wünsch dir                 | — | AT— GoldAT | — | Erstveröffentlichung: 23. August 2019 Verkäufe: + 15.000 |
| 2020 | Bye Bye                        | DE32 (8 Wo.)DE | — | — | Erstveröffentlichung: 11. Dezember 2020                  |
| 2021 | Alles in mir will zu dir       | — | — | — | Erstveröffentlichung: 14. Mai 2021                       |
| 2021 | Stark                          | DE71 (1 Wo.)DE | — | — | Erstveröffentlichung: 13. August 2021                    |

## Rezeption
Der Rezensent Sven Kabelitz von laut.de vergab dem Album zwei von fünf möglichen Sternen und bezeichnete das Album als „Schunkelkitsch mit Haltung.“ Weiter meinte Kabelitz, er habe nichts gegen „Pipi-Kacka-Humor“ oder „eine schöne Portion Biebermelken“, aber auf dem Album wirke das „seltsam fehl am Platz und obendrein gestelzt“. Insgesamt erinnere ihn Herz Kraft Werke, was er dem Schlager zuordnet, „an die guten 1970er“ und befand, dass Connor sich hier die „DNA“ mit Mary Roos, Gitte und Manuela teile. Abschließend merkte er an, dass sich das Album in zwei Hälften teile, „von denen Scherer/Treuner die zweite übernehmen“. Dadurch gäbe es hier einen „deutlichen Spannungsverlust“.
Axel Hill von der Kölnischen Rundschau meinte, Sarah Connor zeige sich auf dem Album von „hinreißend bis ärgerlich“. Für den Kritiker ragte aus den „meist balladesken Beiträgen“ das für ihn „herzhaft geschmetterte Vincent weit heraus“. Lobend äußerte er sich über die „gewisse Rotzigkeit“ und die „schönen Bilder, wie von der Ex-Liebschaft, die sie im Kleiderschrank ‚unter alten Jacken‘ begraben glaubte“. „Ärgerlich bis unerträglich“ werde es, wenn sie in eine „mädchenhafte, leicht brüchige Tonlage“ wechsele oder mit „schlichten Lösungsvorschlägen“ daherkomme, wenn sie beispielsweise von „den AfD-Idioten, die ihr Herz nicht kriegen werden, mit Liebe, Liebe, Liebe“ begegne. Hill fragte sich, wie viel „Kalkül im Spiel war“ und ob es nicht etwas „tiefsinniger“ möglich gewesen wäre.

## Kommerzieller Erfolg

### Chartplatzierungen
Herz Kraft Werke avancierte in der ersten Verkaufswoche zum Nummer-eins-Erfolg in Deutschland und Österreich. In der Schweiz wurde es mit dem dritten Rang zum Top-10-Erfolg. Während es in Deutschland nach Naughty but Nice (2005) und Muttersprache (2015) Connors drittes Nummer-eins-Album ist, erreichte sie in Österreich erstmals Platz eins der Albumcharts.
| ChartsChartplatzierungen | Höchstplatzierung | Wochen |
| ------------------------ | ----------------- | ------ |
| Deutschland (GfK)        | 1 (146 Wo.)       | 146    |
| Österreich (Ö3)          | 1 (62 Wo.)        | 62     |
| Schweiz (IFPI)           | 3 (43 Wo.)        | 43     |

| ChartsJahrescharts (2019) | Platzierung |
| ------------------------- | ----------- |
| Deutschland (GfK)         | 2           |
| Österreich (Ö3)           | 2           |
| Schweiz (IFPI)            | 36          |

| ChartsJahrescharts (2020) | Platzierung |
| ------------------------- | ----------- |
| Deutschland (GfK)         | 3           |

| ChartsJahrescharts (2021) | Platzierung |
| ------------------------- | ----------- |
| Deutschland (GfK)         | 39          |

### Auszeichnungen für Musikverkäufe
Im September 2019 wurde Herz Kraft Werke in der Schweiz und im Oktober 2019 in Österreich jeweils mit einer Platin-Schallplatte für über 20.000 bzw. 15.000 verkaufte Einheiten ausgezeichnet. Im Februar 2020 folgte eine doppelte Platin-Schallplatte in Deutschland für über 400.000 verkaufte Einheiten.

| Land/Region        | Auszeichnungen für Musikverkäufe (Land/Region, Auszeichnung, Verkäufe) | Verkäufe |
| ------------------ | ---------------------------------------------------------------------- | -------- |
| Deutschland (BVMI) | 2× Platin                                                              | 400.000  |
| Österreich (IFPI)  | 2× Platin                                                              | 30.000   |
| Schweiz (IFPI)     | Platin                                                                 | 20.000   |
| Insgesamt          | 5× Platin ·                                                            | 450.000  |